# 禮賓部

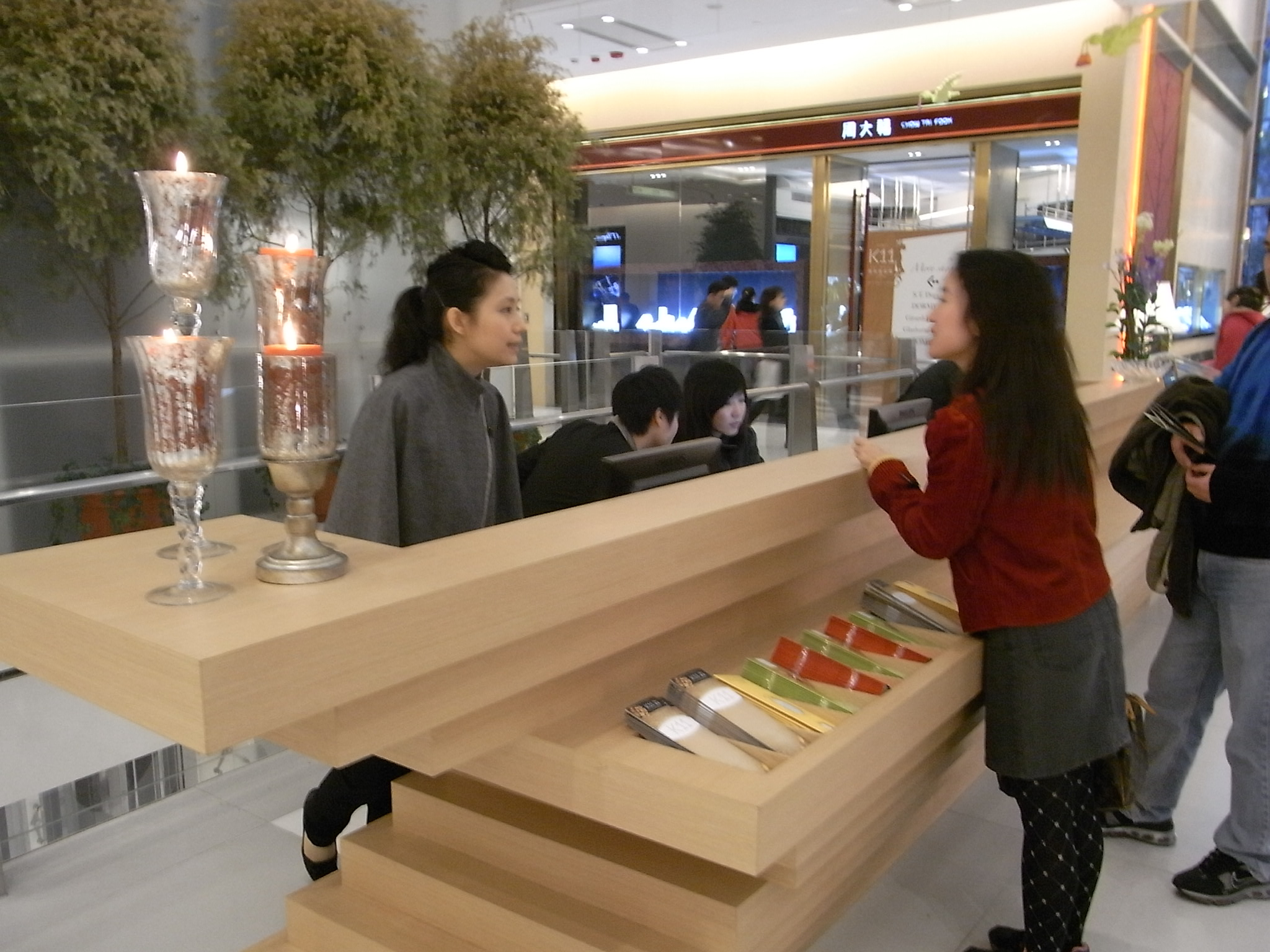
香港一間商場的禮賓部

禮賓部，舊時也稱為門房，在一間設備完善的酒店是不可或缺的一個部門，這個部門隸屬前台，或亦為房務部的一部分。他們通常是旅客真正第一面對面接觸的酒店人員，在禮賓部工作的都屬於前線人員，而他們經常都作為該建設與外界活動的溝通橋樑。

## 角色及責任
禮賓部的人員多負責搬運行李、守門的工作，他們的任務是會向前台經理直接報告，但多數禮賓部都是以獨立模式運作的。無論禮賓部的規模如何，它在客戶服務的範疇中都扮演著一個相當重要的角色，行李員在客人到達的時候會出門迎接，為他們整頓行李以及解答一切疑問。在一間具規模的酒店，禮賓部應會有二十四小時的值班工作、年中無休，而在一般酒店，晚上前台的工作人員則可能要替代行李員的工作。禮賓部會提供一系列服務給客人，而其他的部門可能沒法提供。雖然它不是一個引起收入的部門，但經過行李員的介紹，客人便可得知酒店內的其他設施，而客人使用那些設施多是可引起收入的。禮賓部在一間設備完善的酒店是不可或缺的一個部門，這個部門隸屬前台部，亦為房務部的一部分。他們通常是旅客真正第一面對面接觸的酒店人員，在禮賓部工作的都屬於前線人員，而他們經常都作為該建設與外界活動的溝通橋樑。行李員的日常職責如下：
- 迎接到酒店的客人
- 為客人泊好和領回車輛
- 為旅客處理行李
- 提供建議及資料
- 安排交通
- 為客人安排旅遊、體育活動或戲劇門票
- 傳送口訊、信件及傳真
- 確定房間安排及機票
- 照顧客人的個人需要
- 安排團體到達及離開
- 作為團體的集中點

## 另見
- 接待員
- 門衛